# Фулхерий Шартърски
Фулхерий (Фуше) Шартърски (среща се и като Фуше дьо Шартър) (1059 – след 1128) е свещеник, участник в Първия кръстоносен поход, известен с труда си „Йерусалимска история“, написан на латински. Той служи като капелан дълги години при Балдуин I.